# Jeremias David Alexander Fiorino
Jeremias David Alexander Fiorino, auch Friedrich Alexander Fiorino (geboren 3. Mai 1797 in Cassel; gestorben 22. Juni 1847 in Dresden)  war ein deutscher Miniaturenmaler.

## Leben
Dank der durch die Französische Revolution vorangetriebenen Judenemanzipation konnte der Sohn Jeremias des David Alexander Jeremias Fiorino in Kassel den Beruf eines Porzellanmalers erlernen, sein Bruder Abraham (1805–1884) ergriff den Beruf des Optikers. „Jermiah“ Fiorino begann danach ein Studium an der Kasseler Akademie und erhielt für eine Sepiazeichnung 1815 die große Preismedaille der Akademie. An der Dresdner Kunstakademie setzte er 1818 sein Studium fort, bevor er 1821 ein Stipendium des hessischen Kurfürsten Wilhelm I. für einen Romaufenthalt erhielt. Fiorino hatte sich inzwischen auf die Miniaturenmalerei auf Porzellan und Elfenbein spezialisiert. Die Rückkehr von Dresden nach Kassel für eine Professur zerschlug sich durch den im Gefolge der Pariser Julirevolution in Kassel erzwungenen Machtwechsel auf Friedrich Wilhelm I., Fiorino kehrte wieder nach Sachsen zurück. Obwohl er dessen Hofmaler war, wurde ihm die Heirat mit der Dresdnerin Johanna Elb (1812–1831) vom sächsischen König Anton nicht gestattet, so dass beide heimlich im böhmischen Teplitz heirateten, Johanna starb allerdings schon im Folgejahr. Seit 1831 nannte er sich Friedrich Alexander Fiorino. Er gehörte 1839 zu den elf Juden, die im Dresdner Kunstverein Mitglied waren. 
Johann Siegwald Dahl zeichnete ihn 1846. Sein Grab und das Grabmal von Hannchen Elb sind auf dem Alten Jüdischen Friedhof in Dresden.
Arbeiten von Fiorino sind heute in den Staatlichen Kunstsammlungen Dresden und im Stadtmuseum Kassel zu sehen. Ernst Lemberger vermutete unter den auf dem Markt angebotenen Stücken viele Fälschungen.